# Carlos Chiodini

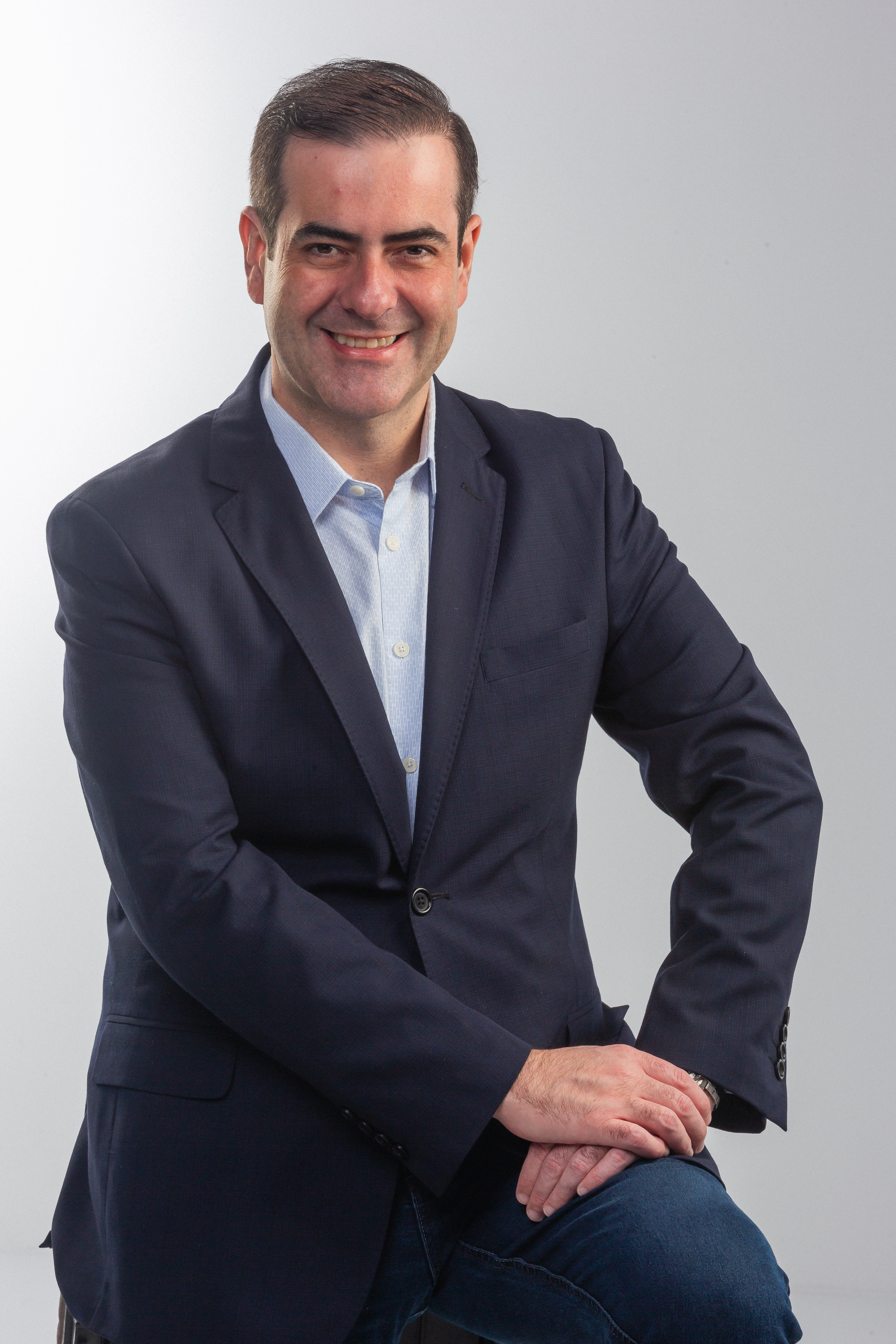

Carlos Chiodini (Jaraguá do Sul, 8 de março de 1982) é um empresário e político brasileiro, filiado ao Movimento Democrático Brasileiro (MDB).
Formado em Gestão Pública, filho dos comerciantes Ângelo e Ita Vailatti.

## Carreira
Carlos Alberto Chiodini, empresário, formado em Gestão Pública, nasceu no dia 8 de março de 1982, em Jaraguá do Sul. Seus pais, Ângelo e Ita, trabalhavam como comerciantes e desde cedo transmitiram valores marcantes na educação do filho, como simplicidade, disciplina e o amor pelo trabalho. Seu envolvimento com a política começou cedo, ainda na infância. 
Em 1999, aos 17 anos, Chiodini ingressou na vida política, filiando-se ao então PMDB e permanecendo fiel ao partido, uma das bandeiras que defende com muita energia. Sua maturidade também veio cedo, tornou-se pai, aos 19 anos, de Enzo Chiodini.
Em 2005, assumiu a presidência do PMDB de Jaraguá do Sul e também ocupou funções de coordenador regional do partido, nas cidades de Schroeder, Guaramirim, Corupá e Massaranduba.
De 2007 a 2009 foi presidente da Juventude do PMDB (JPMDB) de Santa Catarina. Na oportunidade, pode ampliar seu destaque pelo Estado, sempre em defesa de uma nova maneira de representar os anseios e reivindicações da sociedade.
Com o objetivo de formular propostas que representassem o interesse coletivo, candidatou-se a deputado estadual em 2006. Nesta eleição, obteve cerca de 25 mil votos, tornando-se o mais votado no Vale do Itapocu, Região Norte catarinense, superando em quase sete mil votos o segundo colocado. 
No ano seguinte, assumiu a diretoria administrativa do Porto de São Francisco do Sul e em 2008 tomou posse pela primeira vez como deputado estadual, na vaga de outro titular licenciado. De janeiro a agosto de 2009 ocupou novamente o cargo de diretor do porto de São Francisco do Sul, até se desligar para cumprir novo mandato como deputado. 
Em 2010, elegeu-se deputado estadual, com 40.241 votos, Assembleia Legislativa de Santa Catarina na 17ª legislatura (2011 — 2015). Neste primeiro mandato, foi presidente das comissões de Educação, Cultura e Desporto, e de Agricultura e Política Rural. Chiodini também atuou nas comissões de Economia, Ciência, Tecnologia, Minas e Energia; Educação, Cultura e Desporto; Transporte e Desenvolvimento Urbano; Direitos da Criança e do Adolescente.
Reelegeu-se em 2014, com 49.233 votos, 23% a mais que na eleição anterior, 18ª legislatura (2015 — 2019). No final do mesmo ano, recebeu o convite para mais um desafio, o de comandar a Secretaria de Estado do Desenvolvimento Econômico Sustentável (SDS) de Santa Catarina. Desafio aceito e, durante três anos, Carlos Chiodini concentrou suas ações em ajudar Santa Catarina a continuar trilhando pelo caminho de uma economia forte, com apoio ao setor produtivo, valorizando o meio ambiente e investindo na inovação como diferencial.
Neste período, o Estado foi o que mais criou empregos e cresceu mais de 16% no número de novos negócios, registrando 242 mil novas empresas. Em 2017, foi registrado o maior avanço da atividade econômica e o maior crescimento das vendas no varejo. No PIB, a projeção de crescimento foi superior a 4%, enquanto a economia do país avançou apenas 0,97%. 
Chiodini ainda esteve na presidência do Conselho Estadual de Meio Ambiente de Santa Catarina (Consema), do Conselho Estadual de Saneamento de Santa Catarina (Conesan), e foi membro dos conselhos: do Serviço de Apoio às Micro e Pequenas Empresas de Santa Catarina (Sebrae/SC); da Fundação de Amparo à Pesquisa e Inovação do Estado de Santa Catarina (Fapesc); de Administração da Agência de Fomento de Santa Catarina (Badesc); e do Sapiens Parque. 
Em março de 2018, Carlos Chiodini retornou às atividades parlamentares, dando continuidade aos trabalhos e projetos para todo Estado. No final do mesmo ano se formou em Gestão Pública pela Universidade Unicesumar.
Hoje, Chiodini está como deputado federal, eleito com 97.613 votos, sendo o mais votado do MDB de Santa Catarina e o sexto mais votado do Estado. Em seu primeiro mandato, tornou-se vice-presidente nacional do partido e foi o único catarinense a comandar uma Comissão na Câmara dos Deputados no ano de 2021, quando assumiu os trabalhos à frente da Comissão de Viação e Transportes, CVT. 
Atualmente é membro titular da Comissão de Viação (CVT) e Transportes e Comissão Mista de Orçamento (CMO), é suplente na comissão de Turismo Desenvolvimento Econômico Indústria Comércio e Serviços (CDEICS) e Comissão Especial que discute a Proposta de Emenda à Constituição (PEC) 015/2022 sobre a competitividade para biocombustível. 

Carlos ainda é Líder da Rede de Ação Política pela Sustentabilidade (RAPS), que é uma organização pioneira na política brasileira, cuja missão é contribuir para a melhoria da qualidade da democracia brasileira, voltado para pessoas interessadas em atuar diretamente na política institucional.